# Dzoavits
Dzoavits, kanibalski div (ogar) plemena Šošona. U većini legendi on se suočava s nekoliko mitoloških životinja prije nego što bude zarobljen u špilji, a najčešća je to Devils Hole. Prema mitu čudovište je išlo ukrasti golubici dvoje djece. Iako su Orao i Ždral pomogli Golubici, čudovište ih je toliko progonilo da su se morali sakriti u jednu od Lasičnih rupa. Čak bi i tada Dzoavits pronašao bjegunce da se Jazavac nije umiješao. Kad je golemi ogar upitao Jazavca gdje su skriveni Golubica i njezina djeca, on ga je uputio u posebno pripremljenu rupu, bacio na njega vruće kamenje i začepio rupu kamenom.